# Museo del Nord dell'Università dell'Alaska

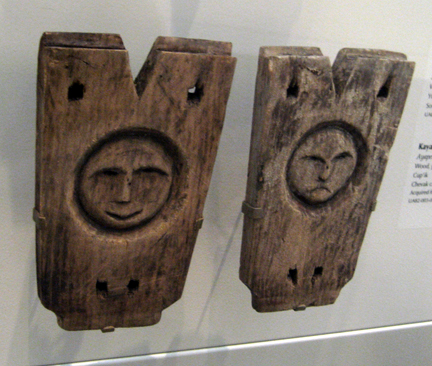
Supporti per i kayak dei Cupik (Popoli eschimesi dell'Alaska)

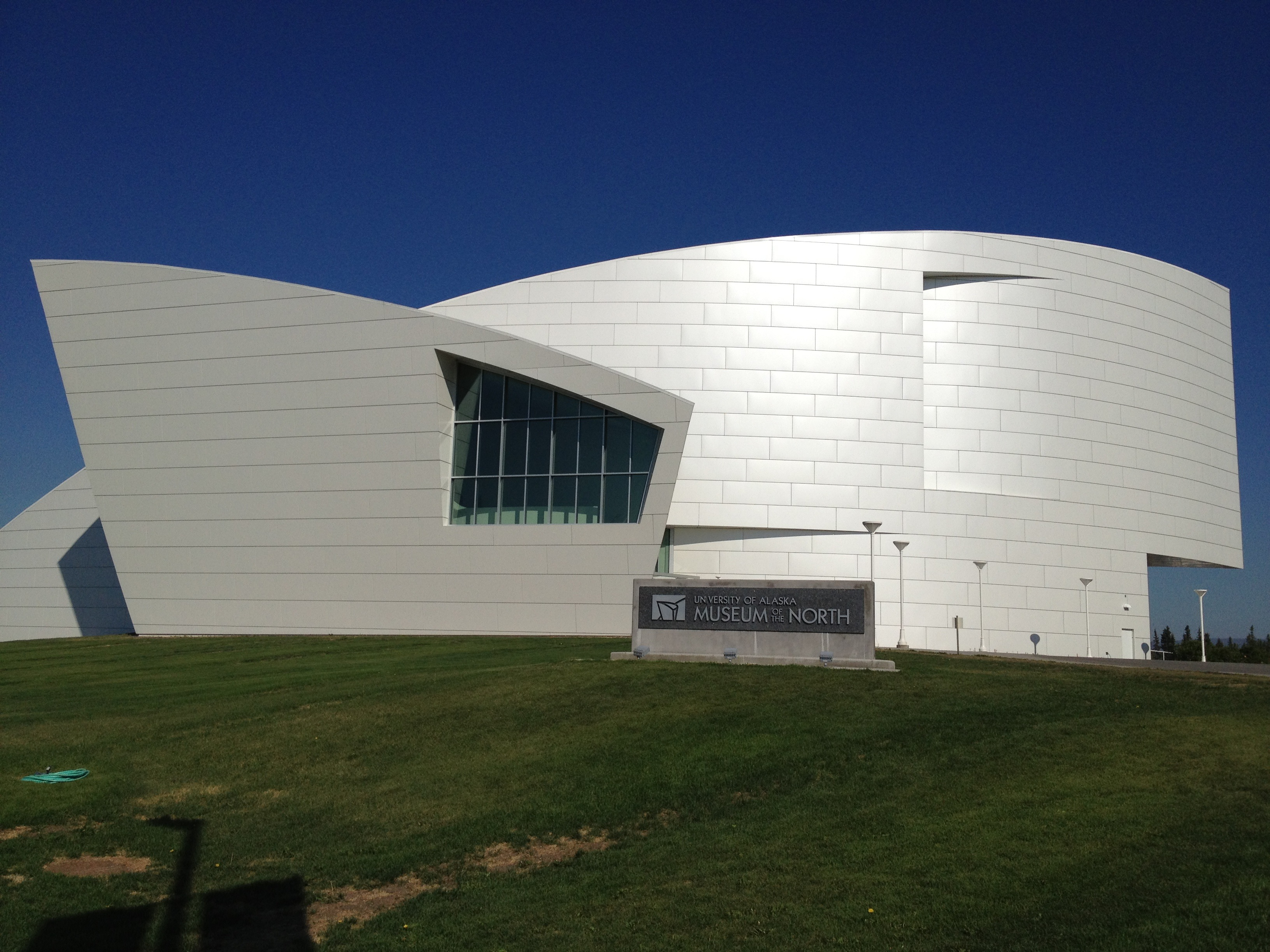
L'edificio del museo

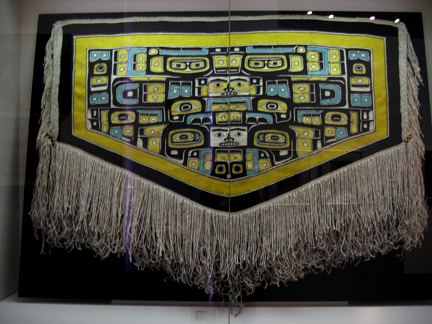
Coperta di Chilkat

Il Museo del Nord dell'Università dell'Alaska (University of Alaska Museum of the North in inglese) è un museo etnico e naturalistico.

## Descrizione del museo
La missione del museo è quella di acquisire, conservare, indagare e interpretare esemplari e raccolte relative al patrimonio naturale, artistico e culturale dell'Alaska e del Nord Circumpolare. Attraverso l'istruzione, la ricerca e le mostre pubbliche, il museo serve i programmi scientifici statali, nazionali e internazionali. Il museo sviluppa e utilizza collezioni botaniche, geologiche, zoologiche e culturali; queste collezioni costituiscono la base per comprendere le problematiche passate e presenti uniche al Nord e affrontare le sfide del futuro.

## Storia
Inizialmente (nel 1917) il museo si chiamava "Museo dell'Università di Alaska" ed era ospitato in diverse località del campus. Nel 1924, su iniziativa del presidente dell'Università, il museo fu ampliato con varie raccolte sia etniche che naturalistiche. Nel 1936 fu trasferito nella Signers' Hall. Nel 1975, con un finanziamento di 42 milioni di dollari, venne costruita l'attuale sede: un edificio di gusto architettonico astratto, ispirato ad un igloo e all'aurora boreale. I lavori furono completati nel 2001 e il nuovo edificio venne aperto al pubblico alla fine del 2005, con alcune gallerie inaugurate nel 2006.

## Ricerca & Collezioni
Nel museo sono raccolte più di 1,4 milioni di artefatti e campioni. Essi rappresentano milioni di anni di diversità biologica e migliaia di anni di tradizioni culturali dell'Alaska e in genere del Nord dell'America. Sono presenti le seguenti collezioni:
- Collezione acquatica:[3]

Comprende una raccolta di pesci, anfibi, rettili e invertebrati marini. I vari esemplari, oltre 10.000, offrono una buona rappresentazione della fauna acquatica dell'Alaska.
- Archeologia:[4]

Questa sezione comprende oltre 700.000 manufatti catalogati è descrive l'intero periodo archeologico dell'Alaska che va da 14.000 anni fa fino ai siti storici del XX secolo. Le collezioni spaziano l'intera gamma geografica dell'Alaska dalla cittadina di Barrow (nord) a Ketchikan (sud) e dalla remota località di Eagle (est) all'Isola di San Lorenzo (ovest).
- Scienza della Terra:[5]

La collezione di "Scienze della Terra" comprende soprattutto fossili dell'Alaska. È la più grande collezione mondiale di dinosauri artici e una delle più grandi collezioni di mammiferi quaternari dell'Alaska. Questa collezione comprende 65.000 esemplari raccolti nelle spedizioni dal 1920 al 1950 e seguenti e si suddivide in Paleontologia e Geologia. Nella sezione Paleontologia sono presenti campioni sia di invertebrati che di vertebrati dal periodo cambriano ai grandi mammut glaciali. Include la più grande raccolta di dinosauri polari (soprattutto della regione del North Slope dell'Alaska) e un vasto assortimento dei mammiferi quaternari. La sezione di Geologia comprende minerali e gemme inclusi spettacolari esemplari di oro nativo.  La collezione presenta anche una serie di esempi di rocce metamorfiche, ignee e sedimentarie che documentano l'affascinante storia geologica dell'Alaska.
- Entomologia:[6]

La sezione di Entomologia è un deposito di classe mondiale per i campioni secchi, in alcol e di tessuti conservati di artropodi (e di altri invertebrati terrestri) dell'emisfero settentrionale, principalmente dell'Alaska. Degli oltre 250.000 campioni conservati 156.526 esemplari sono stati identificati al livello di specie. I gruppi più rappresentativi sono Coleoptera, Araneae, Odonata e Hymenoptera seguiti dai Lepidoptera e Hemiptera. Diptera è il gruppo più numeroso.
- Etnologia e Storia:[7]

L'Etnologia è presente con 13.000 oggetti rappresentativi delle nove culture naturali del Nord: Inupiaq, Yupik siberiano, Yupik (Yupik eskimo centrale), Athabascan, Tlingit, Haida, Tsimshian, Aleuti e Alutiiq. Sono inoltre presenti artefatti da quasi tutti i 229 villaggi nativi dell'Alaska riconosciuti dall'ente Federally Recognized Tribes. La sezione "Storia" racconta i principali eventi dal periodo dei precoci coloni russi dell'Alaska fino all'età presente con particolare attenzione al periodo definito "corsa dell'oro".
- Alaska Center for Documentary Film:[8]

L'ACDF cura le oltre 400 ore di collezioni cinematografiche e audio del museo rappresentanti le culture e le problematiche del popolo nordico negli ultimi tre decenni.
- Belle Arti:[9]

Qui sono esibite opere d'arte provenienti da diverse culture e molteplici periodi storici e attualmente include oltre 3.700 opere d'arte.
- Erbario:[10]

L'erbario contiene oltre 260.000 esemplari di piante (vascolari e non vascolari). La raccolta comprende anche piante provenienti da altri stati come il Canada, la Groenlandia, la regione Fennoscandia, il Giappone e la Russia. L'archivio è composto da circa due terzi con esemplari di piante vascolari (gimnosperme, felci e angiosperme), un quarto sono crittogame (briofite e licheni). Il resto sono alghe marine e una piccola collezione di funghi carnosi.
- Mammiferi:[11]

La collezione dei mammiferi comprende oltre 125.000 esemplari, in gran parte provenienti dall'Alaska e dalle regioni adiacenti del Canada e della Russia. Sono presenti gli esemplari dei seguenti ordini: Rodentia (roditori), Lagomorpha (conigli, lepri e pica americano), Soricomorpha (insettivori vari), Chiroptera (pipistrelli), Carnivora (carnivori), Artiodactyla (ungulati parientali) e Cetacea (balene).
- Ornitologia:[12]

La raccolta comprende 27.000 uccelli. La 23-esima edizione della checklist degli uccelli dell'Alaska elenca 514 specie, 66 famiglie e 21 ordini.
- Risorse Genomiche:[14]

Nella sezione dedicata alle "Risorse Genomiche" sono contenuti oltre 200.000 campioni di tessuti di Mammiferi, Uccelli, Insetti e animali marini. I sottogruppi di questi tessuti vengono messi a disposizione dei ricercatori in tutto il mondo, più spesso per studi molecolari basati su sequenze di DNA o proteine. Tale ricerca fornisce approfondimenti sulle origini, l'evoluzione, l'ecologia e la conservazione delle specie.

## Alcune immagini

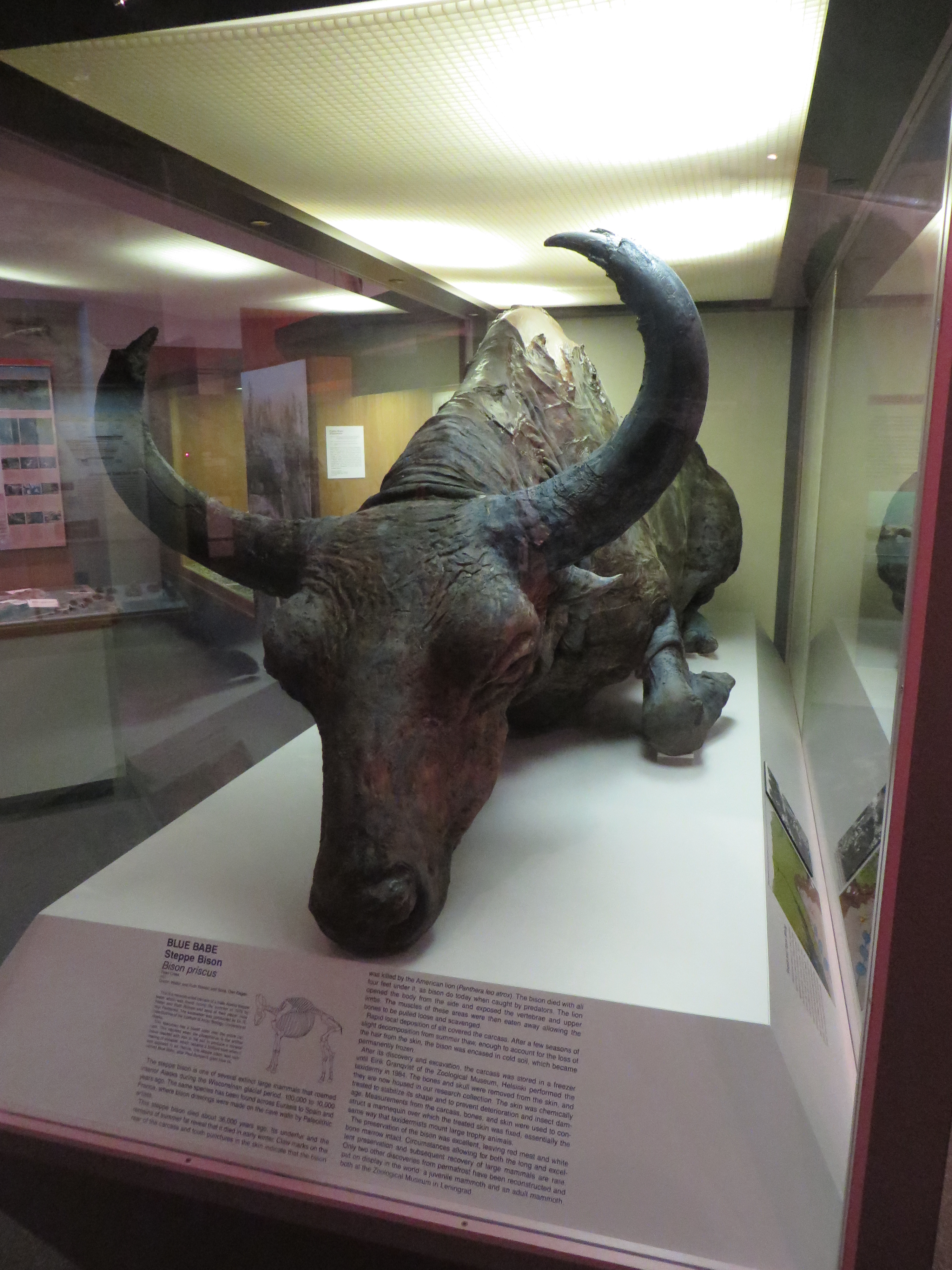
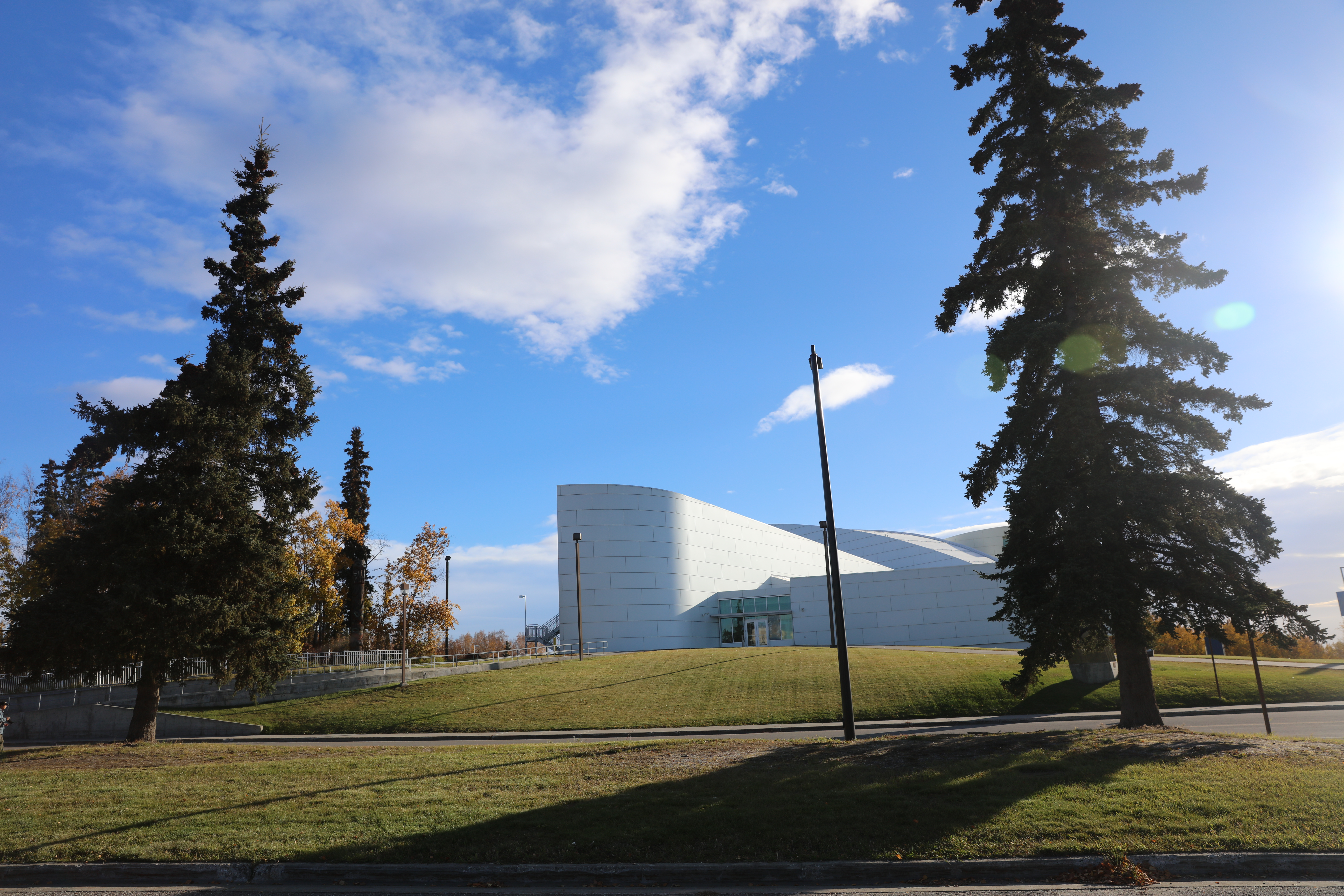
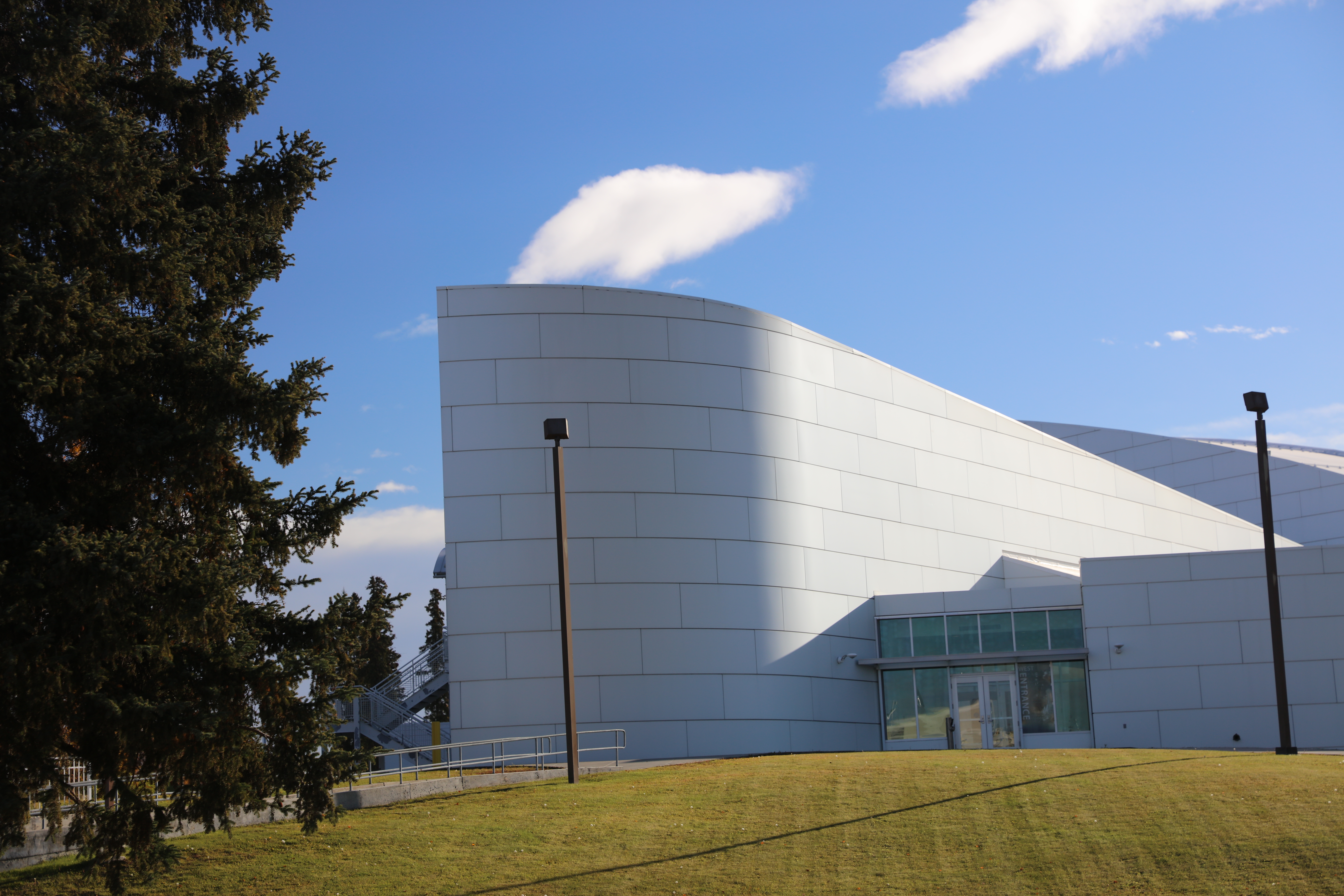
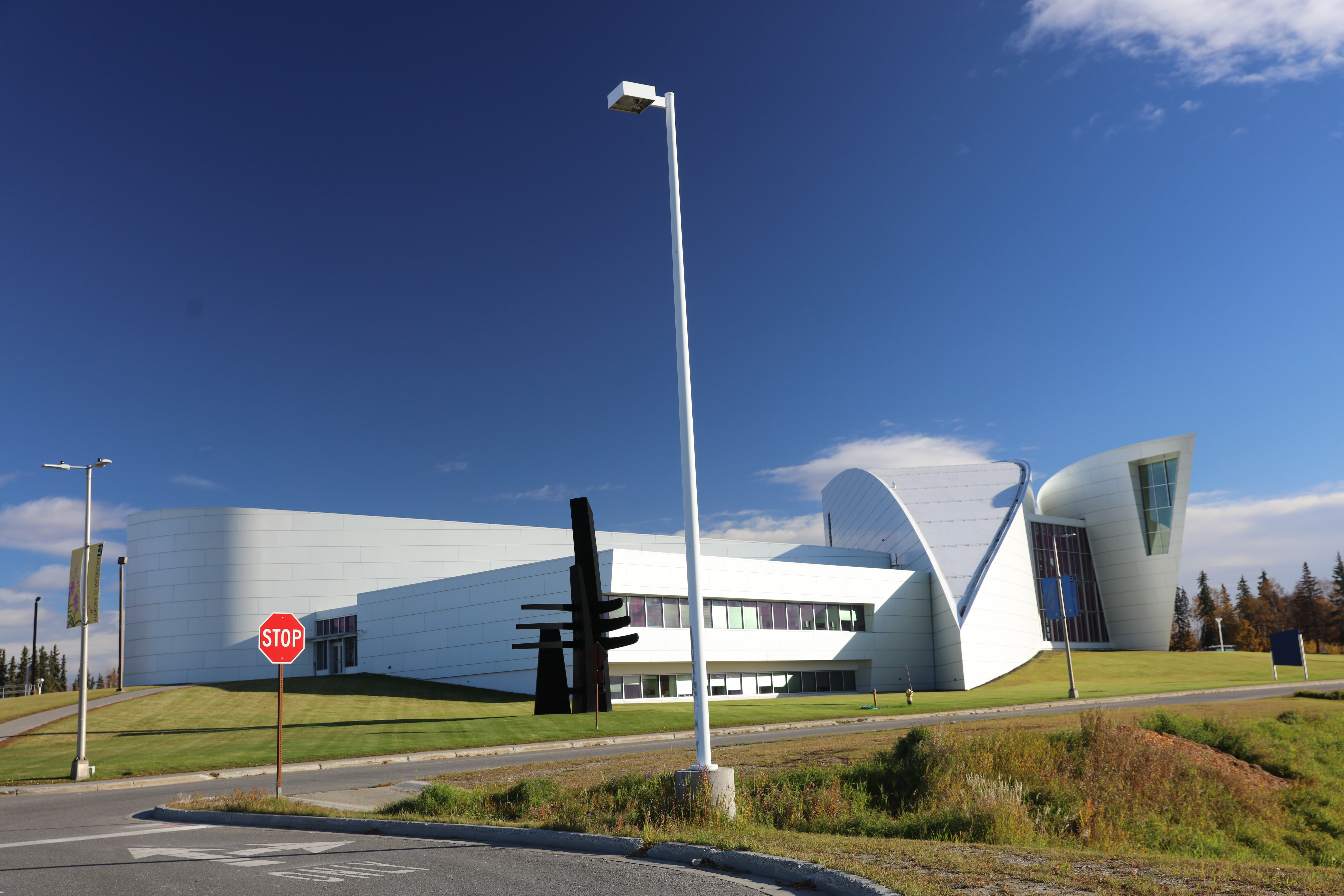
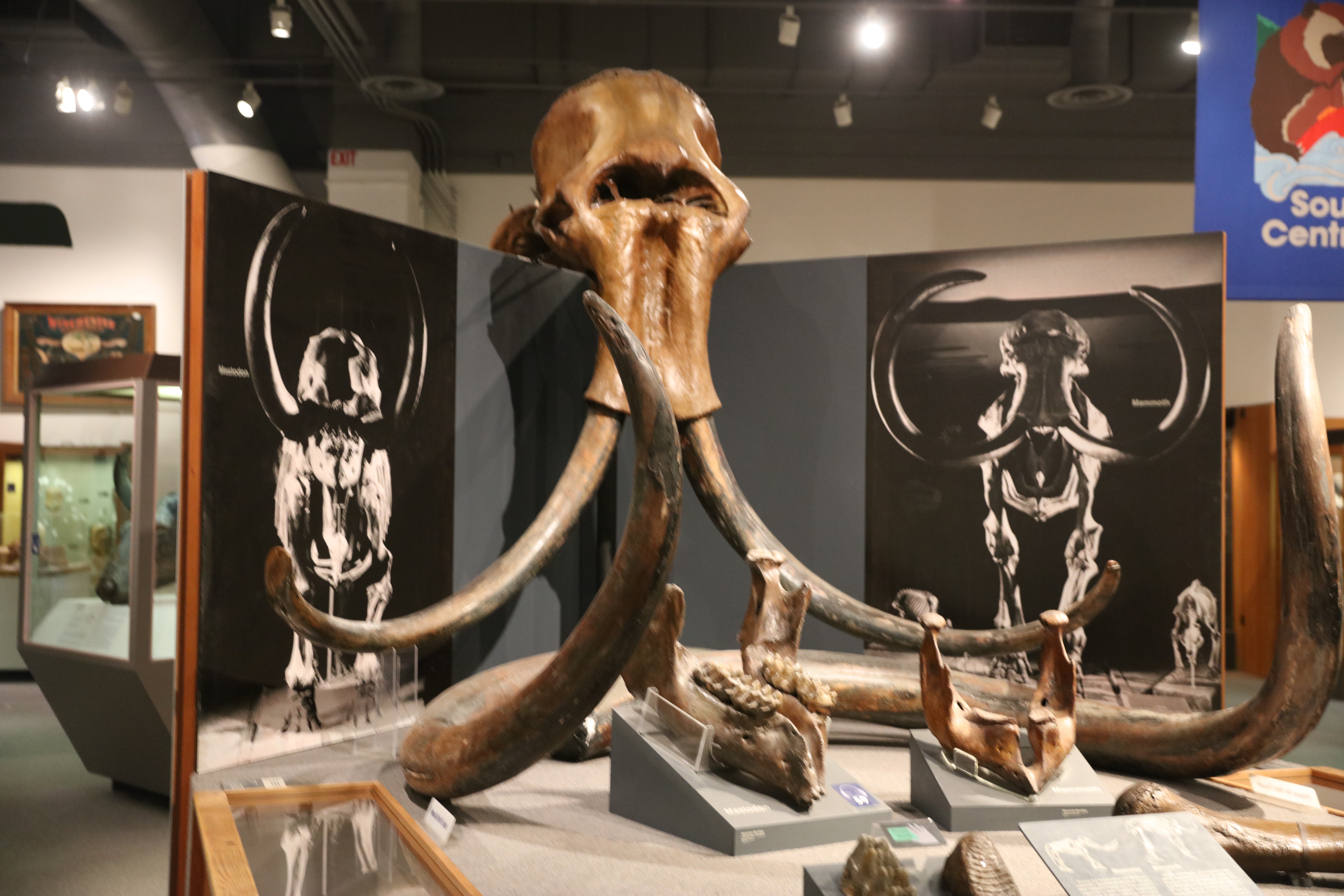
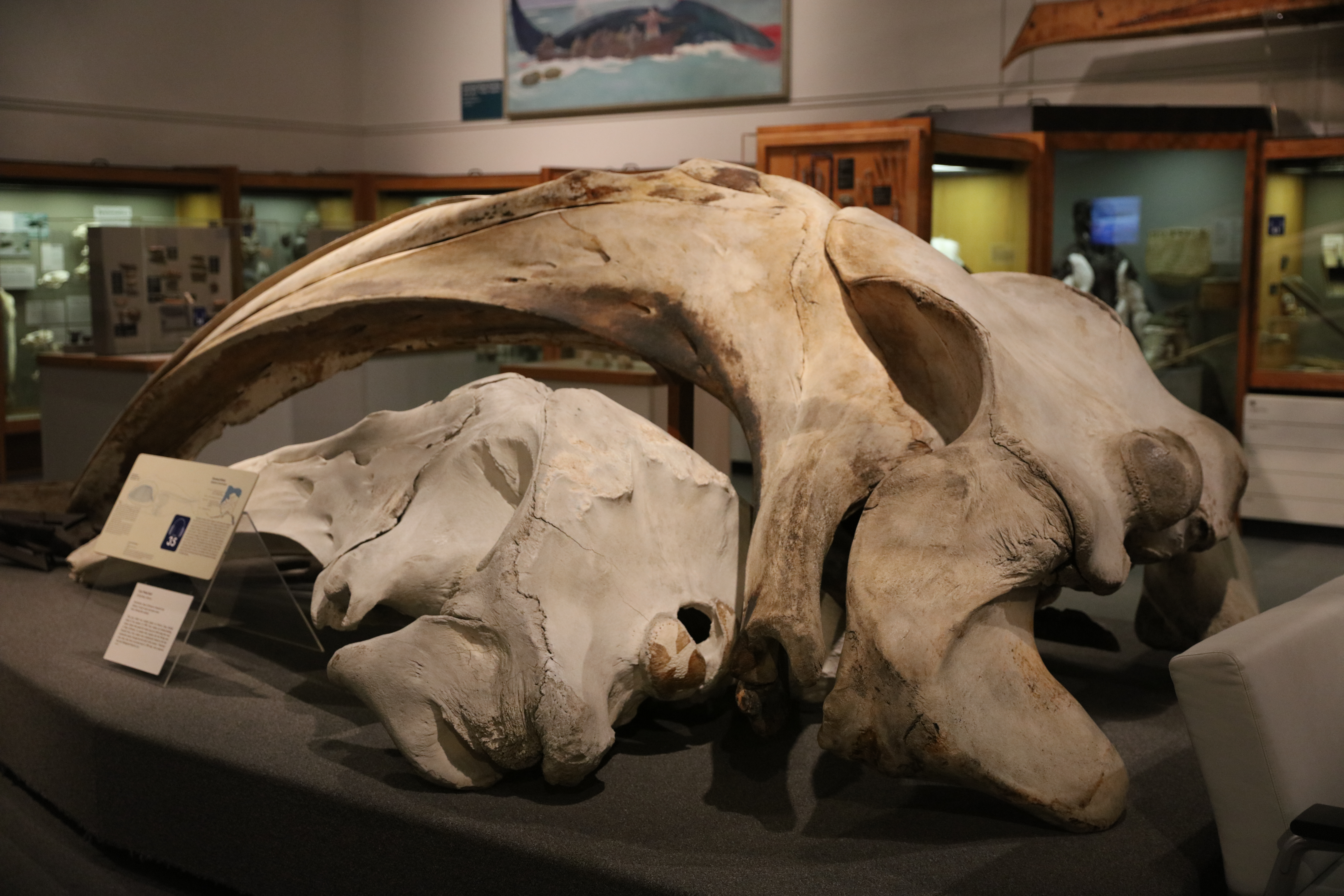
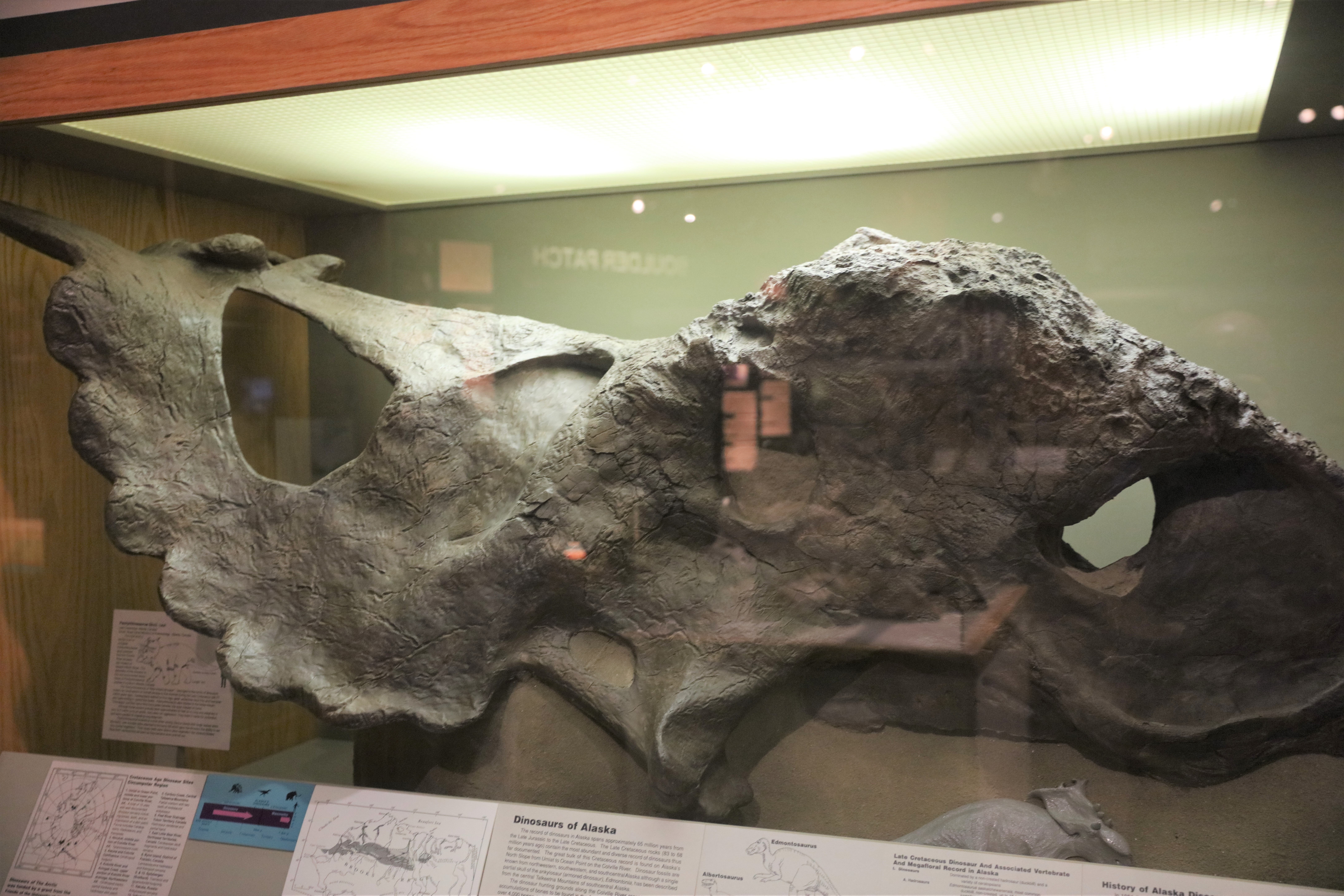